# Synalocha
Synalocha là một chi bướm đêm thuộc phân họ Tortricinae của họ Tortricidae.

## Các loài
- Synalocha gutierreziae Powell, 1985